# San Marco–3
San Marco–3 (angolul: Saint Mark, Velence védőszentje) az első olasz műhold, ionoszféra kutató műhold.

## Küldetés
Feladata az ionoszféra vizsgálata, a légsűrűség változásainak közvetlen mérése az Egyenlítő fölött.

## Jellemzői
Az Olasz Űrkutatási Bizottság (olaszul: Commissione per le Ricerche Spaziali – CRS), a Nemzeti Kutatási Tanács által támogatott program. Épített és működtette a Centro di Ricerche Aerospaziali (CRA) Universita di Roma. A hordozórakétát a NASA biztosította.
Megnevezései: San Marco C-1; COSPAR: 1971-036A; Kódszáma: 5176.
1971. április 24-én a San Marco-kilövőállásról (Kenya) egy Scout B (S173C) hordozórakétával állították alacsony Föld körüli pályára (LEO = Low-Earth Orbit). Az orbitális pályája 93,80 perces, 3,2 fokos hajlásszögű, elliptikus pálya perigeuma 222 kilométer, az apogeuma 707 kilométer volt.
1959-ben az USA felajánlotta több baráti országnak, hogy a tudósaik által készített műholdakat pályára állítja. Olaszország élt a lehetőséggel, megkötötték a szerződéseket.
A San Marco–sorozatot az ionoszféra (felső légkörben) kutatás céljára építették. Műszereivel az ionoszféra tulajdonságait mérték a magasság függvényébe. A nagy hatótávolságú rádiós telemetriai egység biztosította az adatforgalmat. Egy 5 méter hosszú dipól antenna segíti a kommunikációt, egy 48 centiméteres a parancsadást. A műholdak alakja gömb, átmérője 75 centiméter, tömege 164 kilogramm. Az űreszköz felületére 4 darab napelem egységet szereltek (5 W), éjszakai (földárnyék) energia ellátását 4 darab nikkel-kadmium akkumulátor biztosította.

## Tudományos célok
- a magaslégkör sűrűségének folyamatos és pontos mérése az ún. Broglio-mérővel
- a légkör nyomásának és hőmérsékletének mérése
- a légkör összetételének mérése tömegspektrométerrel
- az ionoszféra elektronsűrűségének mérése a magasság függvényében
- az elektronok hőmérsékletének mérése
- az ionoszféra szabálytalanságainak kimutatása
- az ionok és elektronok koncentrációjának mérése
- az ionizált részecskék sebességének mérése
- a napsugárzás figyelése
- a magaslégkör viselkedésének vizsgálata és annak hatása a földi időjárásra

1971. november 29-én 219 nap (0,60 év) után belépett a légkörbe és megsemmisült.